# Eishockey-Oberliga (Österreich) 1999/2000
Die Saison 1999/2000 der österreichischen Eishockey-Oberliga war die erste Austragung einer dritten Spielklasse seit der Regionalliga Ost in der Saison 1983/84. In den Jahren zuvor hatte die zweite Spielklasse in unregelmäßigen Abständen wechselnd die Bezeichnung Oberliga oder Nationalliga (der heute Name der zweiten Leistungsstufe) getragen. Insgesamt nahmen elf Mannschaften an der neugegründeten Meisterschaft teil. Meister wurde der EHC Fischerbräu.

## Teilnehmerfeld und Modus
Die Oberliga wurde zum größten Teil mit letztjährigen Teilnehmern diverser Regionalligen und dem Absteiger aus der Nationalliga, dem EHC Donaustadt, aufgebaut. Durch die relativ große Anzahl an Mannschaften wurde das Teilnehmerfeld in zwei Gruppen aufgespaltet. Von den fünf Mannschaften der Gruppe Ost stammten dabei zwei aus Wien. Die Gruppe West wurde im Kern aus Mannschaften der Tiroler Landesliga gebildet. Ziel des Vorhabens war es, wieder eine semiprofessionelle Liga als Bindeglied zwischen den beiden höchsten Spielklassen und den Regionalligen zu etablieren.
Die beiden Gruppen spielten zunächst eine doppelte Hin- und Rückrunde aus, was 16 bzw. 20 Spiele ergab. Anschließend wurden Playoffs ausgespielt, in denen der erste der jeweils einen Gruppe auf den jeweils vierten der anderen Gruppe traf, der zweite auf den jeweils anderen Dritten usw. Die drei letztplatzierten Mannschaften schieden aus. Die Playoffs wurden je Begegnung mit zwei Spielen ausgetragen, wobei das jeweils schlechter platzierte Team im ersten Spiel Heimrecht hatte.

## Grunddurchgang

### Tabelle Oberliga Ost (16 Runden)
| Platz | Team            | GP | W  | L  | OTW | OTL | GF:GA   | Pts |
| ----- | --------------- | -- | -- | -- | --- | --- | ------- | --- |
| 1     | EHC Fischerbräu | 16 | 13 | 3  | 0   | 0   | 130:600 | 26  |
| 2     | UEC Mödling     | 16 | 12 | 4  | 0   | 0   | 109:770 | 24  |
| 3     | EHC Donaustadt  | 16 | 11 | 5  | 0   | 0   | 112:650 | 22  |
| 4     | ECU Amstetten   | 16 | 3  | 13 | 0   | 0   | 071:127 | 6   |
| 5     | UEHV Gmunden    | 16 | 1  | 15 | 0   | 0   | 038:131 | 2   |

### Tabelle Oberliga West (20 Runden)
| Platz | Team              | GP | W  | L  | OTW | OTL | GF:GA   | Pts |
| ----- | ----------------- | -- | -- | -- | --- | --- | ------- | --- |
| 1     | HC Innsbruck      | 20 | 17 | 3  | 0   | 0   | 146:560 | 34  |
| 2     | EHC Wattens       | 20 | 14 | 5  | 0   | 1   | 124:710 | 29  |
| 3     | EC Kitzbühel      | 20 | 12 | 6  | 2   | 0   | 119:850 | 28  |
| 4     | EC Salzburg       | 20 | 8  | 11 | 1   | 0   | 91:84   | 18  |
| 5     | EHC Bregenzerwald | 20 | 6  | 12 | 0   | 2   | 090:147 | 14  |
| 6     | SV Ehrwald        | 20 | 0  | 20 | 0   | 0   | 050:177 | 0   |

## Playoffs

### Viertelfinale
- EC Salzburg – EHC Fischerbräu: 2:3, 1:6
- EC Kitzbühel – UEC Mödling: 1:3, 5:8
- EHC Donaustadt – EHC Wattens: 1:3, 6:6
- ECU Amstetten – HC Innsbruck: 1:16, 2:11

### Halbfinale
- EHC Wattens – EHC Fischerbräu: 5:6, 3:3
- UEC Mödling – HC Innsbruck: 2:3, 6:11

### Finale
- EHC Fischerbräu – HC Innsbruck: 5:4, 4:2

Mit dem 4:2-Sieg errang der EHC Fischerbräu seinen einzigen Meistertitel in der österreichischen Oberliga.